# Ladak

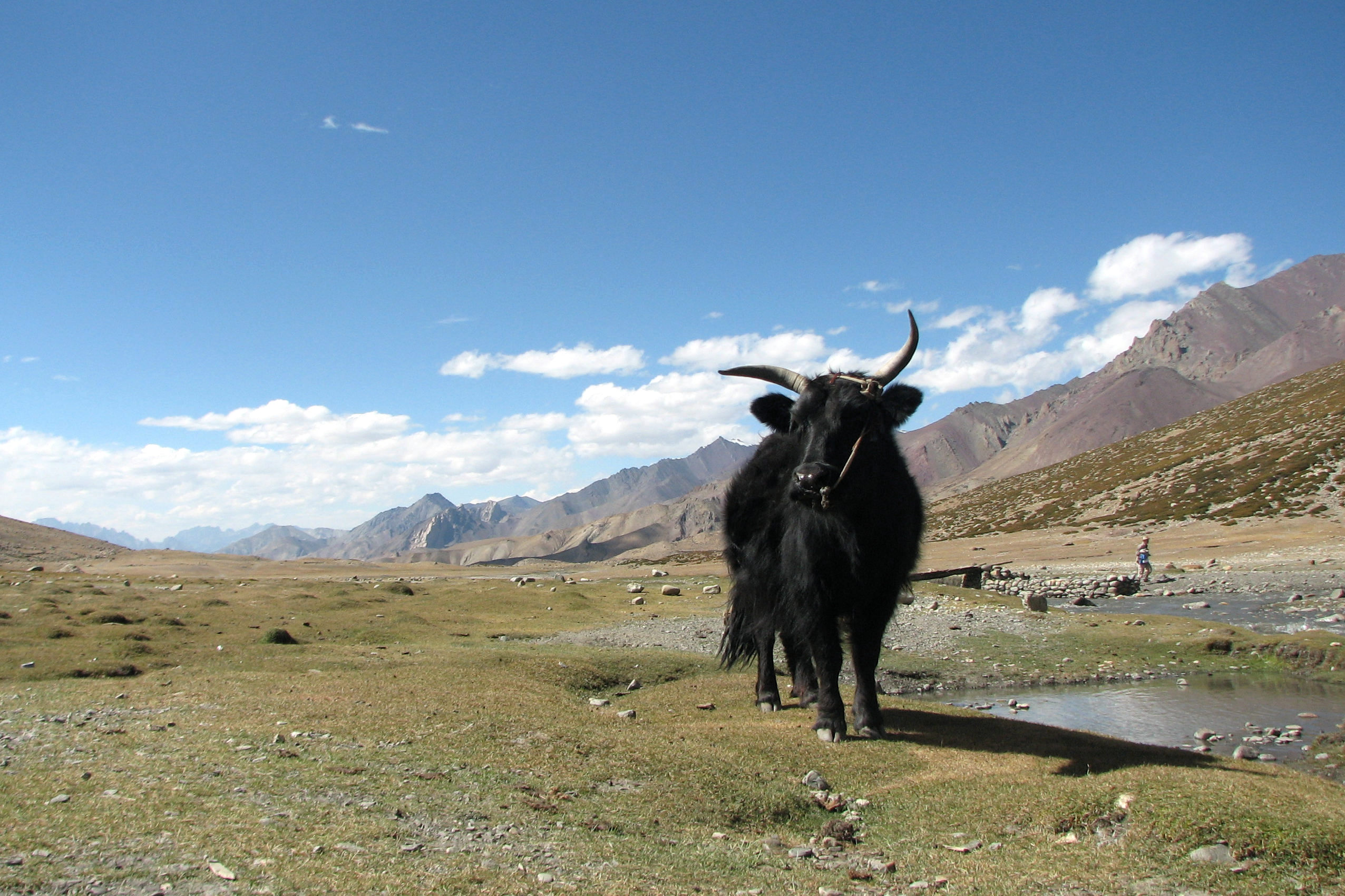
Jak v Markha valley

Ladak nebo Ladákh (ladacky a tibetsky ལ་དྭགས, wylie La-dwags, výslovnost "Ladak";  urdsky لداخ‎, Ladāx, hindsky लद्दाख, Laddākh, anglicky Ladakh) je od roku 2019 indickým svazovým teritoriem. Do té doby byl  součástí státu Džammú a Kašmír, který je od roku 1947 předmětem územního sporu mezi Indií, Pákistánem a Čínou. Ladak hraničí na východě s Tibetem, na jihu s indickým státem Himáčalpradéš, na západě s teritoriem Džammú a Kašmír a Baltistánem na severu skrze Karákóramský průsmyk se Sin-ťiangem. Rozkládá se od Siačenského ledovce v pohoří Karákóram na severu k vrcholkům Himálaje na jihu. Východní část Ladaku se je tvořen neobydlenou náhorní plošinou Aksai Čin, která je od roku 1962 pod kontrolou Číny.
Oblast Ladaku je tvořena okresy Kargil a Leh, jejím správním střediskem je Léh. Okres Leh zahrnuje údolí řek Indus, Šajók a Nubra. Se zbytkem Indie je Ladákh spojen vysokohorskými průsmyky (nejvyšší z nich je Taglang La, 5340 m), které jsou ale v zimě po několik měsíců uzavřené – dvě silnice jej spojují se Šrínagarem na západě a Manálí na jihu (stát Himáčalpradéš). Pak už zbývá jen letecká cesta, ovšem malé letiště v Léh je za špatného počasí také mimo provoz.

## Obyvatelstvo
Ladak je nejméně osídlenou oblastí Indie. Větší část obyvatel Ladaku se hlásí k islámu, který převažuje v okrese Kargil, zatímco v okrese Leh převažuje tibetský buddhismus. Hlavní náboženské proudy v oblasti jsou islám (hlavně Ší'itský) (46 %), tibetský buddhismus (40 %), hinduismus (12 %) a ostatní vyznání (2 %). Kulturně a historicky je Ladak spojen s Tibetem.

## Zajímavosti
V Ladaku působí misionáři evangelické církve Moravských bratrů.
K Ladaku se váže příběh Nikolaje Notoviče (*1858) o objevu Ježíšových rukopisů v tamějším klášteře Hemis.